# Carex hoatiensis
Carex hoatiensis är en halvgräsart som beskrevs av Augustin Abel Hector Léveillé. Carex hoatiensis ingår i släktet starrar, och familjen halvgräs. Inga underarter finns listade i Catalogue of Life.